# A jód izotópjai

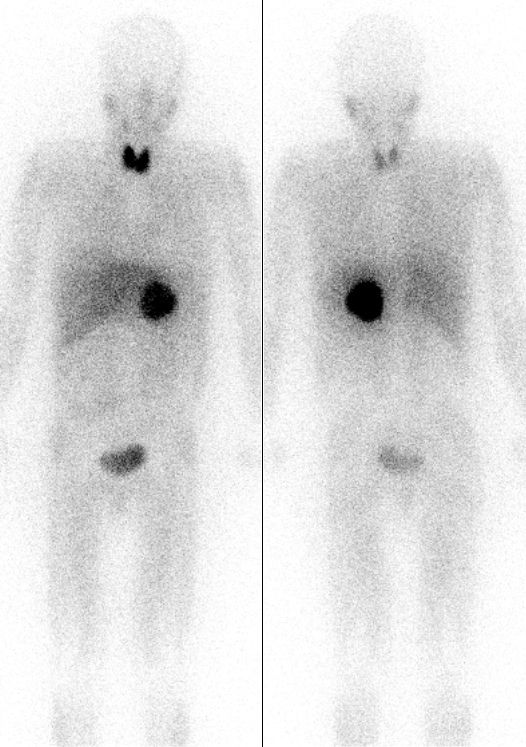
A test közepében látható sötét folt mellékvese-daganatot mutat (a bal oldali mellékvesén). A felvétel MIBG szcintigráfiás eljárással készült, a MIBG-ben lévő radiojód sugárzásának leképezésével. A két felvétel elölről, illetve hátulról készült ugyanarról a betegről. Látható még a pajzsmirigy sötét foltja a nyaknál, amit a pajzsmirigynek a gyógyszerből nem kívánt radiojód-felvétele okoz. A fej két oldalán látható felhalmozódás a nyálmirigyek jodidfelvételének következménye. A radioaktivitás megfigyelhető a húgyhólyagban is.

A jódnak (I) 37 izotópja ismert a 108I-tól a 144I-ig, de közülük csak egy, a 127I stabil. A jód tehát tiszta elem.
Leghosszabb élettartamú radioaktív izotópja a 129I, ennek felezési ideje 15,7 millió év, ami túlságosan kicsi ahhoz, hogy primordiális nuklidként fennmaradhasson. A 129I kozmogén forrásai csak rendkívül kis mennyiségben termelik ezt az izotópot, így ez az atomtömeg mérését nem befolyásolja – a jód egyetlen nuklidból álló elem: olyan elem, amelynek a természetben csak egyetlen nuklidja fordul elő. A Földön a 129I-ből származó radioaktivitás nagy része emberi eredetű: a korai kísérleti atomrobbantások és a reaktorbalesetek nemkívánatos hosszú élettartamú melléktermékei.
A jód többi radioizotópjának felezési ideje kevesebb, mint 60 nap, közülük négyet – a 123I-at, a 124I-et, a 125I-öt és a 131I-et – az orvostudomány nyomjelzőként vagy terápiás célra használ. Az összes radioaktív jód ipari előállítása erre a négy radionuklidra korlátozódik.
A 135I felezési ideje kevesebb, mint hét óra, ami túl rövid ahhoz, hogy a biológiában felhasználhassák. Ezen izotóp helyben történő elkerülhetetlen keletkezése fontos tényező az atomreaktorok szabályozásában, mivel bomlásterméke, a 135Xe a leghatékonyabb ismert neutronelnyelő, a jódgödörként ismert jelenségért felelős nuklid.
Az ipari előállításon kívül a 131I (felezési ideje 8 nap) az egyik legnagyobb mennyiségben keletkező hasadási termék, ezért – nem szándékoltan – nagyon nagy mennyiségben keletkezik az atomreaktorokban. Illékonysága, rövid felezési ideje és a hasadási termékek közötti nagy gyakorisága miatt egy atomerőművi baleset során a környezetbe kikerülő radioaktív hulladékban a baleset utáni első héten (a másik rövid felezési idejű jódizotóppal, a 3 napos felezési idejű 132Te-ből keletkező 132I-vel együtt) a 131I okozza a legnagyobb mértékű radioaktív szennyezést.
A jód standard atomtömege 126,90447(3) u.

Az egyes izotópok hozzájárulása a Csernobili balesetet követően a (levegőben mért) összaktivitáshoz. Észrevehető a I-131 és Te-132/I-132 okozta sugárzás dominanciája az első hétben. (A kép adatai az OECD jelentéséből, valamint a 'The radiochemical manual' második kiadásából származnak.)

## Fontosabb radioizotópok

### A jód-129
A meteoritokban a stabil 129Xe többletmenyiségéről kimutatták, hogy az annak a „primordiális” jód-129-nek a bomlásterméke, mely a Naprendszer kialakulásához anyagot szolgáltató szupernóvák robbanása során keletkezett. Ez az izotóp már régen lebomlott, ezért természetes körülmények között már nem fordul elő. Ez volt az első radionuklid, melynek létezését kimutatták a korai Naprendszerben. Bomlása a jód–xenon radiometrikus kormeghatározási módszer alapja, ez az eljárás a Naprendszer fejlődésének első 85 millió évét fedi le.
A jód-129 (129I, felezési ideje 15,7 millió év) keletkezhet a Föld légkörében a xenon különböző izotópjaiból a kozmikus sugárzás által kiváltott spalláció révén, a kozmikus sugárzás müonjainak és a tellúr-130 kölcsönhatásából, valamint az urán és plutónium maghasadása során is, mind a felszín alatti kőzetekben, mint az atomreaktorokban. Mesterséges nukleáris folyamatok, különösen a fűtőanyag újrafeldolgozása és a légköri atomrobbantások elmosták az izotóp természetes jeleit. Mindazonáltal a felszín alatti vizekben felhasználják annak vizsgálatára, hogy kerül-e ki radioaktív szennyvíz a környezetbe. Hasonló módon a 129I-et a csapadékvizekben is vizsgálták, hogy nyomon kövessék a csernobili baleset hasadási termékeit.
Bizonyos tekintetben a 129I hasonlít a 36Cl-hoz: oldható halogén, csak kevéssé reaktív, többnyire nem adszorbeálódó anion formájában található meg, és kozmogén, termonukleáris vagy in-situ reakciókban keletkezik. Hidrológiai vizsgálatokban a 129I koncentrációját rendszerint a 129I és a teljes I (gyakorlatilag az összes 127I) arányaként adják meg. Mint ahogyan a 36Cl/Cl, a természetes 129I/I arány is nagyon kicsi, 10−14 és −10 közötti érték (az 1960–70-es években a termonukleáris robbantások miatt a csúcsérték 10−7 körül volt). A 129I és a 36Cl közötti különbségek: előbbi hosszabb felezési idővel rendelkezik (15,7 millió, illetve 301 ezer év), erősen biofil és többféle – kémiailag eltérően viselkedő – ionos formában is előfordul (többnyire I− és IO3−). Ezek miatt a 129I elég könnyen bekerül a bioszférába, mivel bekerül a növényzetbe, talajba, tejbe, állati szövetekbe stb.

### A I-123, I-124, I-125 és I-131 izotópok a gyógyászatban és a biológiában
Mivel a jódot elsősorban a pajzsmirigy veszi fel, a jód radioaktív izotópjait (radiojód) kiterjedten használják a rendellenes működésű pajzsmirigy szövetek feltérképezésére (és a I-131 esetén) és elpusztítására. Utóbbi más, jód-131-tartalmú célzott szövetkereső és -pusztító radiofarmakonok (például MIBG) szelektív felvételére képes szövetek esetén is használatos. A jód másik, sugárterápiában használt izotópja a jód-125, de ezt csak brachyterápiaként, beültetett kapszula formájában alkalmazzák, ahol az izotóp nem tud kémiai kapcsolatba kerülni a test szöveteivel.

#### Jód-131
A jód-131 (131I) nyolc napos felezési idejű béta-sugárzó izotóp, viszonylag erős (átlagosan 190 keV, maximálisan 606 keV energiájú) béta-sugárzást bocsát ki, mely 0,6–2,0 mm mélyre hatol az elnyelő anyagban. Sugárzása felhasználható a pajzsmirigy csomóinak vagy túlműködő szöveteinek elpusztítására és Graves–Basedow-kór műtéti kezelése után a maradék pajzsmirigyszövet eltávolítására. Különösen Graves–Basedow-kór esetén a radioterápia előtt gyakran eltávolítják a pajzsmirigyet, elkerülendő az epilálás és a sugárzás káros hatásai által okozott mellékhatásokat. E terápia célja – melyet elsőként Dr. Saul Hertz fogalmazott meg 1941-ben – az, hogy elpusztítsa azokat a pajzsmirigyszöveteket, melyeket műtéti úton nem tudtak eltávolítani. Az eljárás során diagnosztikus vizsgálatot (diagnostic scan) követően 131I-et adnak be intravénásan vagy szájon át. Az eljárás – nagyobb mennyiségű radiojóddal – használható pajzsmirigyrák kezelésére is.
A 131I-et a pajzsmirigy szövetei veszik fel és azokban dúsul fel. A radioizotóp által kibocsátott béta-részecskék pusztítják a pajzsmirigy szövetet, de a környező szövetekre (melyek több mint 2,0 mm-re vannak a jódot felvevő szövettől) alig fejtenek ki károsító hatást. Roncsoló hatása miatt a 131I-et más, vízben oldható jóddal jelölt radiofarmakonokban (például az MIBG-ben) is használják szövetek terápiás elpusztítása céljából.
Nagy energiájú béta-sugárzása miatt a 131I a legrákkeltőbb az összes jódizotóp közül. Úgy vélik, hogy a hasadási termékkel (atomrobbantás miatti kihullás vagy atomerőművi baleset, mint például a csernobili baleset által) szennyezett területeken a többlet pajzsmirigyrákos esetek számának nagy részét ez az izotóp okozza.

#### Jód-123 és jód-125
A jód-123 gamma-sugárzó izotópot (felezési ideje 13 óra), valamint (ritkábban) a hosszabb élettartamú, lágyabb gamma-sugárzást kibocsátó jód-125 izotópot (utóbbi felezési ideje 59 nap) nukleáris medicinás képalkotás során használják a pajzsmirigy anatómiai és fiziológiás funkciónak feltérképezéséhez. Abnormális eredményt okozhatnak olyan rendellenességek, mint például a Graves–Basedow-kór vagy a Hashimoto-thyreoiditis. Mindkét izotóp elektronbefogással tellúrra bomlik, de a leánymag egyik esetben sem metastabil (mind a Te-123m, mind a Te125m magasabb energiaszintet jelentene, így radiojódból nem keletkezhetnek), így a tellúrmagok azonnal leadják a gerjesztési energiát (ennek felezési ideje mérhetetlenül rövid). Az elektronbefogást követően a I-123-ból keletkező gerjesztett Te-123 az esetek mintegy 13%-ában nagy sebességű, 127 keV-os belső konverziós elektront (nem béta-sugárzást) bocsát ki, de ez – a nuklid rövid felezési ideje és ezen bomlási mód viszonylag ritkább előfordulása miatt – csak kismértékű szövetkárosítást okoz. A többi esetben 159 keV energiájú gamma-foton lép ki, amely jól használható gamma-képalkotásra.
A I-125 elektronbefogásával keletkező gerjesztett Te-125 nuklidból is lép ki konverziós elektron (ennek energiája jóval kisebb, 35,5 keV), amely kis energiája miatt viszonylag kevéssé károsítja a szöveteket, noha ez a bomlási mód nagyobb valószínűséggel lép fel. A I-125/Te-125 bomlásakor kilépő viszonylag kis energiájú gamma-foton nem igazán alkalmas képalkotásra, de detektálható, és a több napos megfigyelést igénylő vizsgálatokhoz a hosszabb élettartamú izotóp alkalmazása szükséges.
Mind a I-123, mind a I-125 több, kis energiájú Auger elektront is kibocsát bomlása során, de ezek nem okoznak számottevő sejtkárosodást (a kétszálú DNS szakadását), ha a nuklidot nem olyan gyógyszermolekulába építik be, amely a sejtmagban vagy a DNS-ben halmozódik fel (a klinikai gyógyszereknél ilyen hatás sosem lép fel, de kísérleti állatmodelleknél tapasztalták már).
Kis dózisteljesítményű brachyterápiában a radioonkológusok gyakran használják a jód-125-öt nemcsak a pajzsmirigy, hanem főleg a prosztatarák kezelésére is. A I-125 terápiás alkalmazása titán kapszulába zárva történik, melyeket beültetik a tumorba és ott hagyják (permanens implantációs kezelés). A gamma-sugárzás kis energiája miatt a beültetett kapszulától távolabbi szövetek sugárkárosodása csekély.

#### Jód-124
A jód-124 a jód protonban gazdag izotópja, felezési ideje 4,18 nap. Bomlási módjai: 74,4% elektronbefogás, 25,6% pozitronemisszió. Bomlásterméke a 124Te. A jód-124 ciklotronban többféle magreakció útján is előállítható. A leggyakrabban használt kiindulási anyaga a 124Te.
A jód-124 jodid só formájában felhasználható a pajzsmirigy pozitronemissziós tomográfiával történő közvetlen képalkotására. A jód-124 a PET-ben radioaktív jelzőként is használható, melynél előnyt jelent a fluor-18-nál hosszabb felezési ideje. Ezen alkalmazása során a nuklidot kémiai kötéssel egy gyógyszermolekulához kapcsolva nyerik a pozitront emittáló radiofarmakont. Ezt juttatják utána a szervezetbe a PET-felvétel elkészítéséhez.

### A jód-135 és az atomreaktorok szabályozása
A jód-135 felezési ideje 6,6 óra. Az atomreaktorok fizikájának szempontjából fontos izotóp, a reaktor működése során viszonylag nagy mennyiségben keletkező hasadási termék. Bomlásterméke a xenon-135, mely a termikus neutronokra nézve nagyon nagy neutronbefogási hatáskeresztmetszettel rendelkező reaktorméreg, ami az atomreaktorok szabályozásában számos nehézséget okoz. A jód-135 bomlása során felgyűlő xenon-135 ideiglenesen megakadályozhatja egy leállított reaktor újraindítását. Ezt a jelenséget xenonmérgezésnek vagy jódgödörnek nevezik.

### Jód-128 és más izotópok
A jód fentebb nem tárgyalt, hasadási termékként keletkező izotópjainak (jód-128, jód-130, jód-132 és jód-133) felezési ideje csak néhány óra vagy perc, ami felhasználásukat szinte lehetetlenné teszi. A fentebb tárgyalt izotópok neutronban gazdagok, így béta-bomlással a xenon megfelelő izotópjává alakulnak. A jód-128 (felezési ideje 25 perc) elektronbefogással tellúr-128-ra vagy béta-bomlással xenon-128-ra bomolhat. Fajlagos aktivitása 2,177·106 TBq/g.

## Stabil jód (I-127), mint a pajzsmirigy radiojód felvétele elleni védelem
A nukleáris medicina szcintigráfiás vizsgálatai során, amikor nem a pajzsmirigyet célzó radiojód tartalmú vegyületekkel végeznek vizsgálatot vagy kezelést, a pajzsmirigy jódfelvételét gátló (nem radioaktív) kálium-jodidot is adnak a betegnek.
Nukleáris baleset révén radioaktív jód juthat a környezetbe, mely belégzéssel a tüdőn keresztül a szervezetbe kerülhet. A jódot a pajzsmirigy veszi fel, és mivel a szervezet nem tudja megkülönböztetni a stabil és a radioaktív jódot, a pajzsmirigyben feldúsuló radioaktív jód különböző megbetegedéseket okozhat. Ennek megelőzésére stabil jódot tartalmazó kálium-jodid tabletta („jódtabletta”) szedését rendelhetik el, mellyel – időben alkalmazva – a pajzsmirigy stabil jóddal telíthető, ezáltal a radiojód felvétele jelentősen csökkenthető. Ilyen célra Magyarország is rendelkezik készletekkel. A kálium-jodid tabletta más izotópok, illetve a radioaktív sugárzás hatásai ellen nem nyújt védelmet.
A jód-131 (a radioaktív kihullás leggyakoribb radiojód összetevője) is viszonylag gyorsan, 8 nap felezési idővel elbomlik, így az eredeti radiojód mennyiségének 99,5%-a három hónap elteltével eltűnik.

## Táblázat
| nuklid jele | Z(p)                | N(n)                | izotóptömeg (u)     | felezési idő      | bomlási mód(ok) | leány- izotóp(ok) | magspin    | jellemző izotóp- összetétel (móltört) | természetes ingadozás (móltört) |
| nuklid jele | gerjesztési energia | gerjesztési energia | gerjesztési energia | felezési idő      | bomlási mód(ok) | leány- izotóp(ok) | magspin    | jellemző izotóp- összetétel (móltört) | természetes ingadozás (móltört) |
| ----------- | ------------------- | ------------------- | ------------------- | ----------------- | --------------- | ----------------- | ---------- | ------------------------------------- | ------------------------------- |
| 108I        | 53                  | 55                  | 107,94348(39)#      | 36(6) ms          | α (90%)         | 104Sb             | (1)#       |                                       |                                 |
| 108I        | 53                  | 55                  | 107,94348(39)#      | 36(6) ms          | β+ (9%)         | 108Te             | (1)#       |                                       |                                 |
| 108I        | 53                  | 55                  | 107,94348(39)#      | 36(6) ms          | p (1%)          | 107Te             | (1)#       |                                       |                                 |
| 109I        | 53                  | 56                  | 108,93815(11)       | 103(5) µs         | p (99,5%)       | 108Te             | (5/2+)     |                                       |                                 |
| 109I        | 53                  | 56                  | 108,93815(11)       | 103(5) µs         | α (0,5%)        | 105Sb             | (5/2+)     |                                       |                                 |
| 110I        | 53                  | 57                  | 109,93524(33)#      | 650(20) ms        | β+ (83%)        | 110Te             | 1+#        |                                       |                                 |
| 110I        | 53                  | 57                  | 109,93524(33)#      | 650(20) ms        | α (17%)         | 106Sb             | 1+#        |                                       |                                 |
| 110I        | 53                  | 57                  | 109,93524(33)#      | 650(20) ms        | β+, p (11%)     | 109Sb             | 1+#        |                                       |                                 |
| 110I        | 53                  | 57                  | 109,93524(33)#      | 650(20) ms        | β+, α (1,09%)   | 106Sn             | 1+#        |                                       |                                 |
| 111I        | 53                  | 58                  | 110,93028(32)#      | 2,5(2) s          | β+ (99,91%)     | 111Te             | (5/2+)#    |                                       |                                 |
| 111I        | 53                  | 58                  | 110,93028(32)#      | 2,5(2) s          | α (0,088%)      | 107Sb             | (5/2+)#    |                                       |                                 |
| 112I        | 53                  | 59                  | 111,92797(23)#      | 3,42(11) s        | β+ (99,01%)     | 112Te             |            |                                       |                                 |
| 112I        | 53                  | 59                  | 111,92797(23)#      | 3,42(11) s        | β+, p (0,88%)   | 111Sb             |            |                                       |                                 |
| 112I        | 53                  | 59                  | 111,92797(23)#      | 3,42(11) s        | β+, α (0,104%)  | 108Sn             |            |                                       |                                 |
| 112I        | 53                  | 59                  | 111,92797(23)#      | 3,42(11) s        | α (0,0012%)     | 108Sb             |            |                                       |                                 |
| 113I        | 53                  | 60                  | 112,92364(6)        | 6,6(2) s          | β+ (100%)       | 113Te             | 5/2+#      |                                       |                                 |
| 113I        | 53                  | 60                  | 112,92364(6)        | 6,6(2) s          | α (3,3×10−7%)   | 109Sb             | 5/2+#      |                                       |                                 |
| 113I        | 53                  | 60                  | 112,92364(6)        | 6,6(2) s          | β+, α           | 109Sn             | 5/2+#      |                                       |                                 |
| 114I        | 53                  | 61                  | 113,92185(32)#      | 2,1(2) s          | β+              | 114Te             | 1+         |                                       |                                 |
| 114I        | 53                  | 61                  | 113,92185(32)#      | 2,1(2) s          | β+, p (ritka)   | 113Sb             | 1+         |                                       |                                 |
| 114mI       | 265,9(5) keV        | 265,9(5) keV        | 265,9(5) keV        | 6,2(5) s          | β+ (91%)        | 114Te             | (7)        |                                       |                                 |
| 114mI       | 265,9(5) keV        | 265,9(5) keV        | 265,9(5) keV        | 6,2(5) s          | IT (9%)         | 114I              | (7)        |                                       |                                 |
| 115I        | 53                  | 62                  | 114,91805(3)        | 1,3(2) perc       | β+              | 115Te             | (5/2+)#    |                                       |                                 |
| 116I        | 53                  | 63                  | 115,91681(10)       | 2,91(15) s        | β+              | 116Te             | 1+         |                                       |                                 |
| 116mI       | 400(50)# keV        | 400(50)# keV        | 400(50)# keV        | 3,27(16) µs       |                 |                   | (7−)       |                                       |                                 |
| 117I        | 53                  | 64                  | 116,91365(3)        | 2,22(4) perc      | β+              | 117Te             | (5/2)+     |                                       |                                 |
| 118I        | 53                  | 65                  | 117,913074(21)      | 13,7(5) perc      | β+              | 118Te             | 2−         |                                       |                                 |
| 118mI       | 190,1(10) keV       | 190,1(10) keV       | 190,1(10) keV       | 8,5(5) perc       | β+              | 118Te             | (7−)       |                                       |                                 |
| 118mI       | 190,1(10) keV       | 190,1(10) keV       | 190,1(10) keV       | 8,5(5) perc       | IT (ritka)      | 118I              | (7−)       |                                       |                                 |
| 119I        | 53                  | 66                  | 118,91007(3)        | 19,1(4) perc      | β+              | 119Te             | 5/2+       |                                       |                                 |
| 120I        | 53                  | 67                  | 119,910048(19)      | 81,6(2) perc      | β+              | 120Te             | 2−         |                                       |                                 |
| 120m1I      | 72,61(9) keV        | 72,61(9) keV        | 72,61(9) keV        | 228(15) ns        |                 |                   | (1+,2+,3+) |                                       |                                 |
| 120m2I      | 320(15) keV         | 320(15) keV         | 320(15) keV         | 53(4) perc        | β+              | 120Te             | (7−)       |                                       |                                 |
| 121I        | 53                  | 68                  | 120,907367(11)      | 2,12(1) óra       | β+              | 121Te             | 5/2+       |                                       |                                 |
| 121mI       | 2376,9(4) keV       | 2376,9(4) keV       | 2376,9(4) keV       | 9,0(15) µs        |                 |                   |            |                                       |                                 |
| 122I        | 53                  | 69                  | 121,907589(6)       | 3,63(6) perc      | β+              | 122Te             | 1+         |                                       |                                 |
| 123I        | 53                  | 70                  | 122,905589(4)       | 13,2235(19) óra   | EC              | 123Te             | 5/2+       |                                       |                                 |
| 124I        | 53                  | 71                  | 123,9062099(25)     | 4,1760(3) nap     | β+              | 124Te             | 2−         |                                       |                                 |
| 125I        | 53                  | 72                  | 124,9046302(16)     | 59,400(10) nap    | EC              | 125Te             | 5/2+       |                                       |                                 |
| 126I        | 53                  | 73                  | 125,905624(4)       | 12,93(5) nap      | β+ (56,3%)      | 126Te             | 2−         |                                       |                                 |
| 126I        | 53                  | 73                  | 125,905624(4)       | 12,93(5) nap      | β− (44,7%)      | 126Xe             | 2−         |                                       |                                 |
| 127I        | 53                  | 74                  | 126,904473(4)       | Stabil            | Stabil          | Stabil            | 5/2+       | 1,0000                                |                                 |
| 128I        | 53                  | 75                  | 127,905809(4)       | 24,99(2) perc     | β− (93,1%)      | 128Xe             | 1+         |                                       |                                 |
| 128I        | 53                  | 75                  | 127,905809(4)       | 24,99(2) perc     | β+ (6,9%)       | 128Te             | 1+         |                                       |                                 |
| 128m1I      | 137,850(4) keV      | 137,850(4) keV      | 137,850(4) keV      | 845(20) ns        |                 |                   | 4−         |                                       |                                 |
| 128m2I      | 167,367(5) keV      | 167,367(5) keV      | 167,367(5) keV      | 175(15) ns        |                 |                   | (6)−       |                                       |                                 |
| 129I        | 53                  | 76                  | 128,904988(3)       | 1,57(4)·107 év    | β−              | 129Xe             | 7/2+       | nyomokban                             |                                 |
| 130I        | 53                  | 77                  | 129,906674(3)       | 12,36(1) óra      | β−              | 130Xe             | 5+         |                                       |                                 |
| 130m1I      | 39,9525(13) keV     | 39,9525(13) keV     | 39,9525(13) keV     | 8,84(6) perc      | IT (84%)        | 130I              | 2+         |                                       |                                 |
| 130m1I      | 39,9525(13) keV     | 39,9525(13) keV     | 39,9525(13) keV     | 8,84(6) perc      | β− (16%)        | 130Xe             | 2+         |                                       |                                 |
| 130m2I      | 69,5865(7) keV      | 69,5865(7) keV      | 69,5865(7) keV      | 133(7) ns         |                 |                   | (6)−       |                                       |                                 |
| 130m3I      | 82,3960(19) keV     | 82,3960(19) keV     | 82,3960(19) keV     | 315(15) ns        |                 |                   | −          |                                       |                                 |
| 130m4I      | 85,1099(10) keV     | 85,1099(10) keV     | 85,1099(10) keV     | 254(4) ns         |                 |                   | (6)−       |                                       |                                 |
| 131I        | 53                  | 78                  | 130,9061246(12)     | 8,02070(11) nap   | β−              | 131Xe             | 7/2+       |                                       |                                 |
| 132I        | 53                  | 79                  | 131,907997(6)       | 2,295(13) óra     | β−              | 132Xe             | 4+         |                                       |                                 |
| 132mI       | 104(12) keV         | 104(12) keV         | 104(12) keV         | 1,387(15) óra     | IT (86%)        | 132I              | (8−)       |                                       |                                 |
| 132mI       | 104(12) keV         | 104(12) keV         | 104(12) keV         | 1,387(15) óra     | β− (14%)        | 132Xe             | (8−)       |                                       |                                 |
| 133I        | 53                  | 80                  | 132,907797(5)       | 20,8(1) óra       | β−              | 133Xe             | 7/2+       |                                       |                                 |
| 133m1I      | 1634,174(17) keV    | 1634,174(17) keV    | 1634,174(17) keV    | 9(2) s            | IT              | 133I              | (19/2−)    |                                       |                                 |
| 133m2I      | 1729,160(17) keV    | 1729,160(17) keV    | 1729,160(17) keV    | ~170 ns           |                 |                   | (15/2−)    |                                       |                                 |
| 134I        | 53                  | 81                  | 133,909744(9)       | 52,5(2) perc      | β−              | 134Xe             | (4)+       |                                       |                                 |
| 134mI       | 316,49(22) keV      | 316,49(22) keV      | 316,49(22) keV      | 3,52(4) perc      | IT (97,7%)      | 134I              | (8)−       |                                       |                                 |
| 134mI       | 316,49(22) keV      | 316,49(22) keV      | 316,49(22) keV      | 3,52(4) perc      | β− (2,3%)       | 134Xe             | (8)−       |                                       |                                 |
| 135I        | 53                  | 82                  | 134,910048(8)       | 6,57(2) óra       | β−              | 135Xe             | 7/2+       |                                       |                                 |
| 136I        | 53                  | 83                  | 135,91465(5)        | 83,4(10) s        | β−              | 136Xe             | (1−)       |                                       |                                 |
| 136mI       | 650(120) keV        | 650(120) keV        | 650(120) keV        | 46,9(10) s        | β−              | 136Xe             | (6−)       |                                       |                                 |
| 137I        | 53                  | 84                  | 136,917871(30)      | 24,13(12) s       | β− (92,86%)     | 137Xe             | (7/2+)     |                                       |                                 |
| 137I        | 53                  | 84                  | 136,917871(30)      | 24,13(12) s       | β−, n (7,14%)   | 136Xe             | (7/2+)     |                                       |                                 |
| 138I        | 53                  | 85                  | 137,92235(9)        | 6,23(3) s         | β− (94,54%)     | 138Xe             | (2−)       |                                       |                                 |
| 138I        | 53                  | 85                  | 137,92235(9)        | 6,23(3) s         | β−, n (5,46%)   | 137Xe             | (2−)       |                                       |                                 |
| 139I        | 53                  | 86                  | 138,92610(3)        | 2,282(10) s       | β− (90%)        | 139Xe             | 7/2+#      |                                       |                                 |
| 139I        | 53                  | 86                  | 138,92610(3)        | 2,282(10) s       | β−, n (10%)     | 138Xe             | 7/2+#      |                                       |                                 |
| 140I        | 53                  | 87                  | 139,93100(21)#      | 860(40) ms        | β− (90,7%)      | 140Xe             | (3)(−#)    |                                       |                                 |
| 140I        | 53                  | 87                  | 139,93100(21)#      | 860(40) ms        | β−, n (9,3%)    | 139Xe             | (3)(−#)    |                                       |                                 |
| 141I        | 53                  | 88                  | 140,93503(21)#      | 430(20) ms        | β− (78%)        | 141Xe             | 7/2+#      |                                       |                                 |
| 141I        | 53                  | 88                  | 140,93503(21)#      | 430(20) ms        | β−, n (22%)     | 140Xe             | 7/2+#      |                                       |                                 |
| 142I        | 53                  | 89                  | 141,94018(43)#      | ~200 ms           | β− (75%)        | 142Xe             | 2−#        |                                       |                                 |
| 142I        | 53                  | 89                  | 141,94018(43)#      | ~200 ms           | β−, n (25%)     | 141Xe             | 2−#        |                                       |                                 |
| 143I        | 53                  | 90                  | 142,94456(43)#      | 100# ms [>300 ns] | β−              | 143Xe             | 7/2+#      |                                       |                                 |
| 144I        | 53                  | 91                  | 143,94999(54)#      | 50# ms [>300 ns]  | β−              | 144Xe             | 1−#        |                                       |                                 |

1. ↑  Rövidítések:
EC: Elektronbefogás
IT: Izomer átmenet
2. ↑  A stabil izotópok félkövérrel vannak kiemelve, a majdnem stabilak (melyek felezési ideje a világegyetem koránál hosszabb) félkövér dőlttel vannak jelölve
3. 1 2 3 4  A nukleáris medicinában használják
4. 1 2 3  Hasadási termék
5. ↑  Elméletileg spontán maghasadásra képes
6. ↑  Felhasználható bizonyos, a Naprendszer kezdetén lejátszódott események időpontjának meghatározására, olykor felszín alatti vizek kormeghatározásában is alkalmazzák
7. ↑  Kozmogén nuklid, nukleáris szennyezőként is előfordul
8. ↑  Atomreaktorokban keletkezik a 135Te bomlástermékeként, és továbbalakul 135Xe-té, amely ha felhalmozódik, a reaktor leállását okozhatja az úgynevezett jódgödör miatt

## Fordítás
Ez a szócikk részben vagy egészben  az   Isotopes of iodine című angol Wikipédia-szócikk ezen változatának fordításán alapul.  Az eredeti cikk szerkesztőit annak laptörténete sorolja fel. Ez a jelzés csupán a megfogalmazás eredetét és a szerzői jogokat jelzi, nem szolgál a cikkben szereplő információk forrásmegjelöléseként.